# Różaniec (przełęcz)
Różaniec (cz. Růženec) – przełęcz w Górach Złotych na wysokości 600 m n.p.m. pomiędzy szczytami Borówkowa (900 m n.p.m.) i Jawornik Wielki (870 m n.p.m.).

## Turystyka
- Na przełęcz prowadzi droga lokalna wiodąca przez Orłowiec będąca odnogą drogi wojewódzkiej nr 390, droga przechodzi na stronę Czech[2].
- Z Orłowca na przełęcz wiedzie zielony szlak turystyczny, prowadzący dalej na Borówkową[3].
- Od strony Czech wytyczono czerwony szlak pieszy i ścieżkę rowerową.